# Román Vega
Román Gabriel Vega (Buenos Aires, 1 januari 2004) is een Argentijns voetballer die bij voorkeur als verdediger speelt en uitkomt voor Argentinos Juniors.

## Clubcarrière
Vega startte zijn carrière in Argentinië bij Argentinos Juniors op het hoogste niveau. In 2022 werd hij verhuurd aan Barcelona B.